# Ла Пинтана
Ла Пинтана (шп. La Pintana) је општина у Чилеу. По подацима са пописа из 2002. године број становника у месту је био 190.085.

## Демографија
| 2002.   |
| ------- |
| 190,085 |